# Бесстрашная гиена
«Бесстрашная гиена» (англ. The Fearless Hyena, иер. трад. 笑拳怪招, кант.-рус.: Сиу кхюнь куай чиу) — один из фильмов, созданных Джеки Чаном, который является и сценаристом, и режиссёром (первая режиссёрская работа), и играет главную роль, и выполняет массу боевых трюков.

## Сюжет
Чань Пханфэй из школы боевых искусств «Инъи» спланировал восстание против династии Цин, но информация об этом всплыла на поверхность. Генерал Ям Тхиньфа и его помощники, «три меченосца», были отправлены убить Пханфэя и всех других последователей «Инъи». Вместе со своим внуком Хинлуном Пханфэй укрылся в деревне и начал вести жизнь мелкого торговца. Между тем Единорог, последователь «Инъи» и друг Пханфэя, избежал столкновения с генералом и отправился на поиски друга.
Хинлун с детства изучал боевые искусства под руководством своего деда, но получил запрет на демонстрацию своих умений посторонним во избежание подозрений со стороны генерала и его людей. Однако молодой и импульсивный парень потерял контроль, когда столкнулся с деревенскими задирами — Большим Медведем, Каменным яйцом и Железной Головой. Победа юноши над соперниками принесла ему славу, и Сэк Фу, учитель троицы, предложил Хинлуну должность инструктора по боевым искусствам в своей школе. Количество новобранцев увеличилось многократно, и восторженный Фу, желая показать несокрушимость своей школы, предложил денежное вознаграждение новому инструктору за победу над каждым, кто бросит вызов школе.
Пханфэй, узнав о новой работе внука, отправился в школу Фу. По стечению обстоятельств Единорог прибыл туда в то же время, но не успел поприветствовать старого друга, как Тхиньфа и его помощники нагрянули в школу, а затем напали на Пханфэя в его же доме. Осознавая, что никто не сможет одолеть генерала, Единорог удержал Хинлуна от участия в схватке и с горечью наблюдал за расправой. Хинлун вместе со старым другом деда отступили в горы, где в дальнейшем парень посвятил своё время изучению кунг-фу, и даже потерял голос из-за этого.
Однажды Хинлун, прогуливаясь с новым учителем за вином, случайно увидел убийц своего деда. В очередной раз юноша не смог себя сдержать и полез в драку с генералом, понимая при этом, что не сравнится с соперником. В итоге молодой человек был избит, но был спасён усилиями Единорога. Обиженный Хинлун медленно выздоравливал, и Единорог начал обучать парня. Таким образом, юноша начал познавать «эмоциональное кунг-фу», мастерство школы «Инъи».
Как-то раз, вернувшись утром с очередной тренировки домой, молодой боец не нашёл своего учителя. Хинлун побежал к Бамбуковому ручью, застав Единорога в драке с тремя помощниками генерала. Сразившись с неприятелями, парню удалось спасти старика от смерти. В смертельной схватке с генералом Ямом Хинлун использовал «эмоциональное кунг-фу» и осуществил свою месть.

## В ролях
| Актёр        | Роль                              |
| ------------ | --------------------------------- |
| Джеки Чан    | Чань Хинлун                       |
| Джеймс Тянь  | Чань Пханфэй                      |
| Ям Сайкунь   | Ям Тхиньфа                        |
| Ли Куань     | Сэк Фу                            |
| Дин Сэк      | владелец похоронного бюро         |
| Чэнь Хуэйлоу | Единорог                          |
| Чжэн Фусюн   | Большой Медведь                   |
| Ма Чан       | Железная Голова                   |
| Ван Яо       | Каменное Яйцо                     |
| Игл Хань     | ученик-последователь школы «Инъи» |
| Ким Са Ок    | Лоу Ин                            |

## Съёмочная группа
- Компания: Goodyear Movie Company
- Продюсер: Сюй Лихуа
- Режиссёр и сценарист: Джеки Чан
- Ассистент режиссёра: Сюй Сюэлян
- Постановка боевых сцен: Джеки Чан
- Монтажёр: Винсент Лён
- Оператор: Чэнь Жуншу
- Композитор: Фрэнки Чань[англ.]

## Кассовые сборы
Во время кинотеатрального проката в Гонконге с 17 февраля по 7 марта 1979 года фильм собрал 5 445 535,50 гонконгских долларов, заняв тем самым первое место по сборам среди фильмов гонконгского производства за тот год.